# Apache OpenOffice
O Apache OpenOffice (AOO) é um conjunto multiplataforma de software livre e de código aberto de produtividade de escritório, distribuída para os sistema operativos Microsoft Windows, Mac OS X, Linux, Unix e Solaris, e mantida pela Apache Software Foundation.
A versão atual é a 4.1.15 lançada em 22 de dezembro de 2023.
É um dos projetos sucessores do OpenOffice.org, que incorpora código mesclado a partir da base de código IBM Lotus Symphony. O AOO é um primo próximo do NeoOffice e do LibreOffice. Inclui um processador de texto (Writer), uma folha de cálculo (Calc), um aplicativo de apresentação (Impress), um editor gráfico (Draw), um editor de formas matemáticas (Math), e um editor de base de dados (Base).
O conjunto usa o formato ODF (OpenDocument) — formato homologado como ISO/IEC 26300 e NBR ISO/IEC 26300 — e é também compatível com os formatos do Microsoft Office, além de outros formatos legados. Alguns formatos legados que não são mais suportados pelas versões mais recentes do Microsoft Office ainda podem ser abertos pelo OpenOffice.org, evitando assim sua perda.
O OpenOffice está disponível em mais de 41 idiomas.

## História
Após a venda da Sun Microsystems, até então a patrocinadora principal do projeto, para a Oracle, muitos contribuidores deixaram de desenvolver o OpenOffice.org sob a influência da Oracle, alegando o descumprimento, pela empresa, de promessas de entregar a direção do projeto a uma fundação, e anunciaram o projeto LibreOffice, convidando a Oracle a participar do projeto e a ceder a marca OpenOffice.org. Após uma resposta negativa da Oracle sobre a doação da marca e sobre o novo projeto, alegando interesses próprios em continuar produzindo o OpenOffice.org e a sua versão voltada à comercialização Open Office (novo nome do antigo StarOffice), a comunidade concretizou e lançou o LibreOffice, tendo como desenvolvedora e gestora do novo projeto a recém criada The Document Foundation, fundação criada com o intuito de representar a comunidade do LibreOffice socialmente.
A primeira versão do LibreOffice foi lançada em 25 de janeiro de 2011. Em 15 de abril de 2011, o arquiteto-chefe da Oracle, Edward Screven, anunciou que a Oracle pretendia transformar o OpenOffice.org num projeto de código aberto de caráter exclusivamente comunitário, desvinculando-se do desenvolvimento do projeto e afirmando que a empresa não pretendia mais disponibilizar ao mercado uma versão comercial do OpenOffice.org. Para tanto, segundo Screven, era necessário trabalhar com a comunidade para a continuação do projeto, prestando a Oracle o apoio a formatos de documento de padrão aberto. Entretanto, a Oracle ignorou o projeto LibreOffice da The Document Foundation, entregando a marca e demais ativos à Fundação Apache, que continuou o desenvolvimento do projeto, com o nome Apache OpenOffice.
No Brasil, devido a um conflito com uma marca previamente registrada, essa suíte recebeu o nome de BrOffice.org. Quando foi lançada a versão comunitária LibreOffice, a versão BrOffice.org (posteriormente apenas BrOffice) passou a ser baseado neste último, até o mês de março de 2011, quando então foi extinta devido à inexistência de conflito com o novo nome. A fundação BrOffice foi extinta por seus membros, devido a conflitos com a diretoria quanto aos objetivos e métodos da fundação.

### Versões
| Versão | Descrição                                                                                       | Data              |
| ------ | ----------------------------------------------------------------------------------------------- | ----------------- |
| 3.4    | O Projeto Apache OpenOffice anuncia o Apache OpenOffice 3.4                                     | 8 de Maio, 2012   |
| 4.0    | Novas logo e barra lateral com as ferramentas mais comuns, e melhora no suporte à transparência | 23 de julho, 2013 |
| 4.1    | Comentários/anotações em intervalos de texto, suporte para iAccessible2                         | 29 de Abril, 2014 |

## Componentes
A suite Apache OpenOffice é composta pelos seguintes componentes:

### OpenOffice Writer
O OpenOffice Writer é um processador de texto com capacidade e visual similares ao Microsoft Word, ao WordPerfect e ao Pages. Este editor é capaz de escrever documentos no formato Portable Document Format (PDF) e editar documentos HTML. Por padrão, sua extensão é a .odt, que geralmente tem um tamanho menor em relação aos .doc.  Mesmo os documentos salvos em .doc ficam com um tamanho menor, se comparados aos salvos no Microsoft Word.  Os formatos legados suportados incluem o Lotus WordPro e WordPerfect.

### OpenOffice Calc
O OpenOffice Calc é uma folha de cálculo (planilha eletrônica no Brasil) similar ao Microsoft Excel, ao Numbers e ao Quattro Pro. O Calc possui uma série de funções que não estão presentes no Excel, incluindo um sistema de definição de series para gráficos baseada na disposição dos dados na planilha. O Calc é capaz de escrever a folha de cálculo como um arquivo PDF e importar formatos legados que incluem: Lotus 1-2-3 e SYLK.

### OpenOffice Impress
O OpenOffice Impress é um programa de apresentação de slides ou transparências similar em capacidades ao Microsoft PowerPoint.  Além das capacidades comuns de preparo de apresentações, ele é capaz de exportá-las no formato Adobe Flash (SWF) — a partir da versão 2.0 —, permitindo que ela seja visualizada em qualquer computador com o Flash Player instalado. O Impress, porém, sofre da falta de modelos de apresentações prontos, sendo necessário o uso de modelos criados por terceiros.

### OpenOffice Draw
Diferentemente do Microsoft Office, o OpenOffice Draw possui uma ferramenta para criar e editar desenhos, fluxogramas, cartazes, logótipos e tudo mais, seguindo o mesmo conceito do CorelDraw, só que gratuito e também com grande qualidade, suportando a inclusão de imagens, gráficos, desenho de vetores e formas geométricas, textos, filmes, sons e muito mais.

### OpenOffice Base
O OpenOffice Base é um sistema gestor de base de dados. Poderosos bancos de dados para servidores são uma tradição no Linux, mas a falta de bancos de dados para uso em escritórios ou residências levou ao desenvolvimento do Base, além é claro, de competir diretamente com o Microsoft Access no Windows.  Disponível a partir da versão 2.0 do OpenOffice.

### OpenOffice Math
O OpenOffice Math é um editor de fórmulas matemáticas equivalente ao Microsoft Equation Editor, o BrOffice Math serve para a criação simples de fórmulas matemáticas, com um menu que permite escolher que tipo de equação será realizada, para então digitar o valor desejado para aquele fator.  Ideal para quem trabalha com elaboração de provas, sendo um programa completo para este tipo de atividade.

### Variantes
- OxygenOffice Professional
- Go-OO
- PlusOffice Free

### Extensões
- O3spaces
- Plone